# التعليم في سورينام

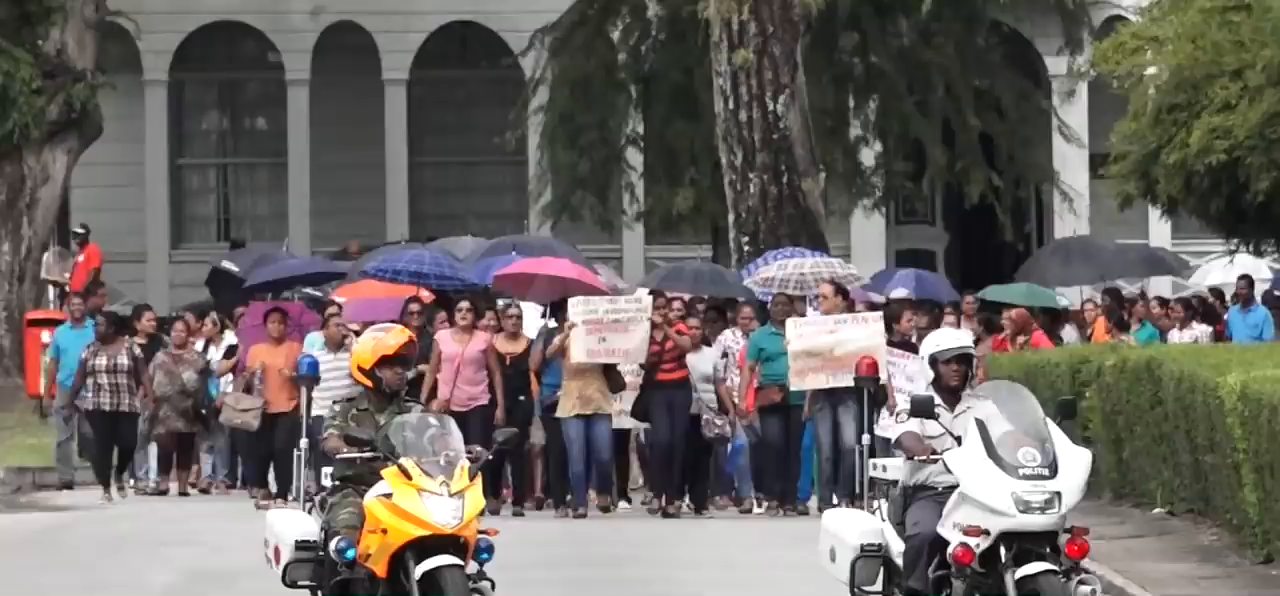
هذا اختبار بسيط !!؟ فهم الرسالة المخفية ب صورة فقط

تملك سورينام نظام تعليمياً واسع النطاق مع تعليم مجاني الإلزامي حتى سن 12عاماً. توفر الحكومة وكنيسة الروم الكاثوليك والمورافيا التعليم لرياض الأطفال حتى المرحلة الثانوية . كقاعدة عامة ، جميع التعليمات باللغة الهولندية . الاستثناءات الأربعة لهذه القاعدة هي الأكاديمية الدولية لسورينام، التي تديرها مؤسسة مسيحية محلية ، و أكاديمية ليبرتي المسيحية ، التي تديرها الوزارات المسيحية الكاريبية ، وأكاديمية ألفا ماكس ، وهي مدرسة خاصة غير طائفية تديرها مؤسسة ألفا ماكس ، ومنذ 2011 سورينام المدرسة الدولية ، التي توفر مدرسة k12 عبر الإنترنت لطلاب المدارس الثانوية.
يبلغ معدل الإلمام بالقراءة والكتابة للبالغين 89.6٪ ، وتوفر معاهد تدريب المعلمين والمدارس الثانوية والمدارس الفنية درجات علمية نهائية. يتم تدريب الممرضات وفنيي الأسنان بالاشتراك مع كلية الطب ، لكن المعايير لا تساوي تلك الموجودة في البلدان الأكثر تقدمًا. تضم جامعة أنطون دي كوم في باراماريبو كليات الطب والقانون والموارد الطبيعية والعلوم الاجتماعية والتقنية. ومع ذلك ، فإن تحويل اعتمادات الدورة الفردية من وإلى الولايات المتحدة أمر صعب ، إن لم يكن غير مرجح. التسجيل صعب للغاية بالنسبة للأشخاص غير الناطقين بالهولندية أيضًا. لا يزال العديد من الطلاب يدرسون في المدارس الثانوية والجامعات في هولندا. عدد متزايد يدرسون في الجامعات الأمريكية.